# Archiwum Bauhausu
Archiwum Bauhausu / Muzeum Projektowania (niem. Bauhaus-Archiv / Museum für Gestaltung) – muzeum, archiwum oraz placówka badawcza w Berlinie (Tiergarten) założone w 1979 roku, koncentruje swoją działalność wokół historii i dziedzictwa szkoły Bauhaus.

## Historia
Archiwum Bauhausu zostało założone przez Hansa Marię Winglera w 1960 roku. W 1964 roku z uwagi na ilość zgromadzonych materiałów podjęto decyzję o wzniesieniu budynku na potrzeby archiwum. Pierwotnie Archiwum Bauhausu miało znajdować się w Darmstadt, jednak zdecydowano się przenieść je do Berlina, nad Landwehrkanal. Placówka została otwarta w 1979 roku w budynku wzniesionym w latach 1976–1979 zaprojektowanym przez Alexandra Cvijanovicia na bazie projektu założyciela Bauhausu, Waltera Gropiusa. Cechą charakterystyczną budynku jest linia dachu, która nawiązuje do architektury przemysłowej. Pierwotny gmach muzeum ma powierzchnię użytkową 1900 m²; został uznany za zabytek w 1997 roku. W 2015 roku przyjęto projekt rozbudowy muzeum według projektu niemieckiego architekta Volkera Staaba (pracownia Staab Architekten); wmurowanie kamienia węgielnego odbyło się w czerwcu 2019 roku. Obecnie (2022) trwa rozbudowa obiektu o dodatkowy budynek, który będzie mieć powierzchnię użytkową 4200 m² (z czego powierzchnię wystawienniczą zaplanowano na 2000 m² wobec wcześniejszych 700 m²), stary gmach ma zostać przeznaczony na archiwum, a nowy – na muzeum. Pośrodku nowego gmachu ma znajdować się pięciokondygnacyjna wieża o delikatnej konstrukcji. Stary gmach ma zostać poddany rewitalizacji.

## Obszar działalności
Archiwum Bauhausu poza prezentacją zbiorów muzealnych zajmuje się prowadzeniem badań z zakresu historii i dziedzictwa szkoły Bauhaus. Placówka prezentuje wystawę stałą oraz wystawy czasowe oraz udostępnia archiwum dla naukowców. Przy obiekcie znajduje się sklep muzealny. Obiekt jest czynny dla odwiedzających od poniedziałku do soboty w godzinach od 10 do 18; wstęp jest bezpłatny.

### Zbiory
Muzeum posiada największe zbiory dotyczące Bauhausu na świecie. Kolekcja obejmuje architekturę, sztukę użytkową: meble, ceramikę, wyroby z metalu, tekstylia, a także fotografię, grafikę i teatr. Placówka ma w swoich zbiorach oraz dzieła wykładowców Bauhausu, m.in.: Josefa Albersa, Lyonela Feiningera, Waltera Gropiusa, Lászla Moholyego-Nagya, Johannesa Ittena, Wassilego Kandinskiego, Paula Klee, Ludwiga Mies van der Rohe, Oskara Schlemmera.

## Galeria

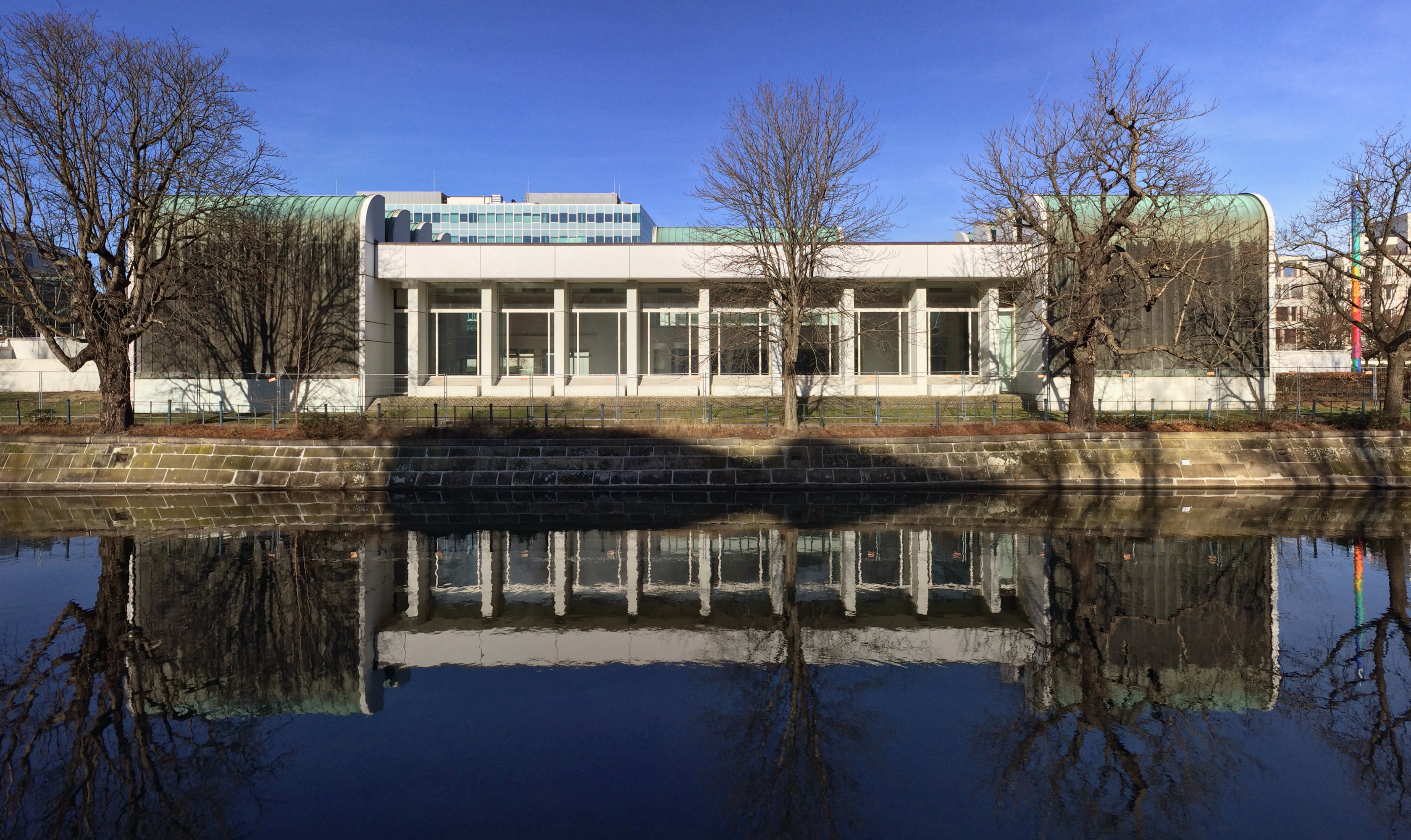
Widok od południa (2019)
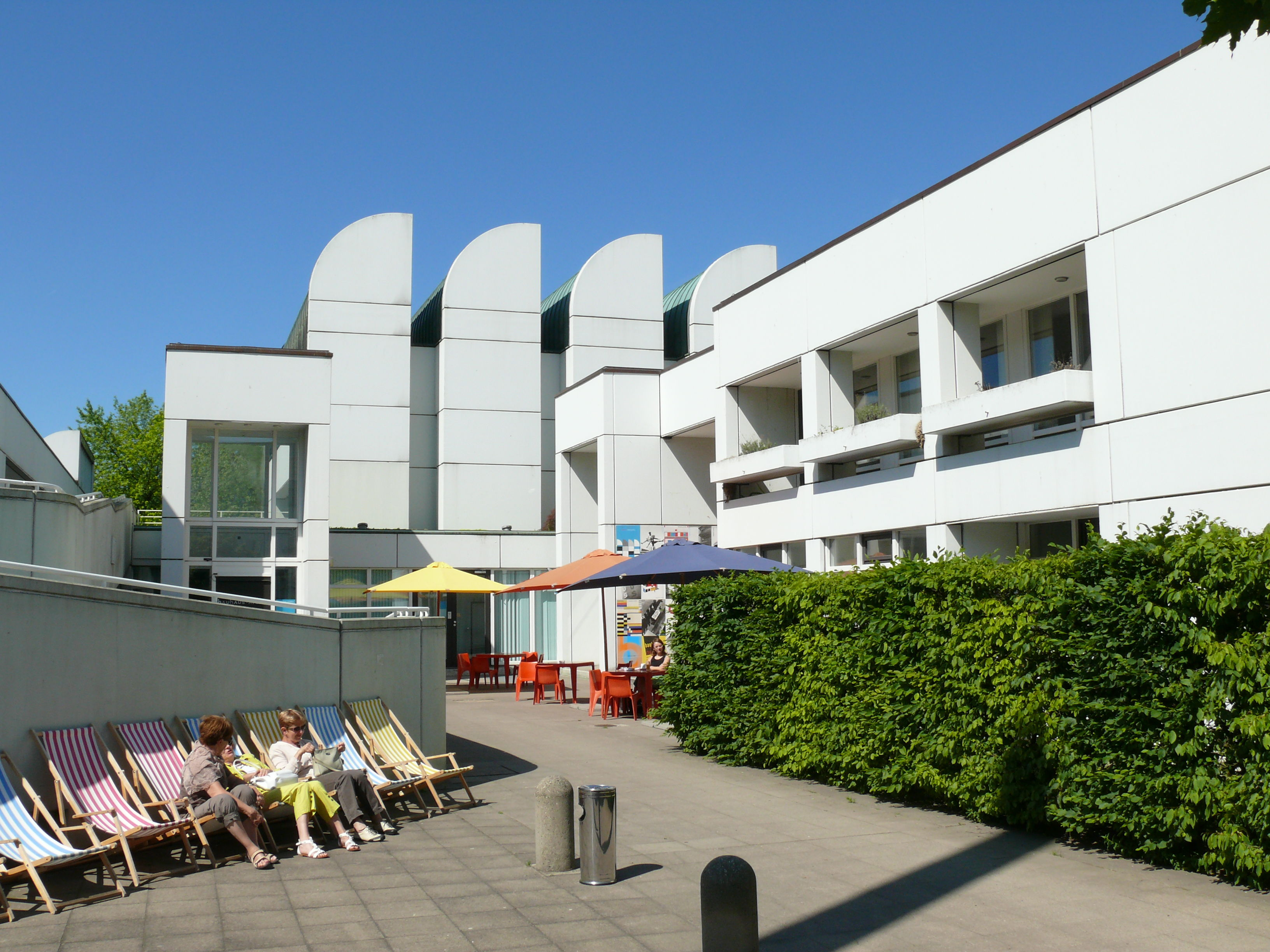
Wejście (2011)
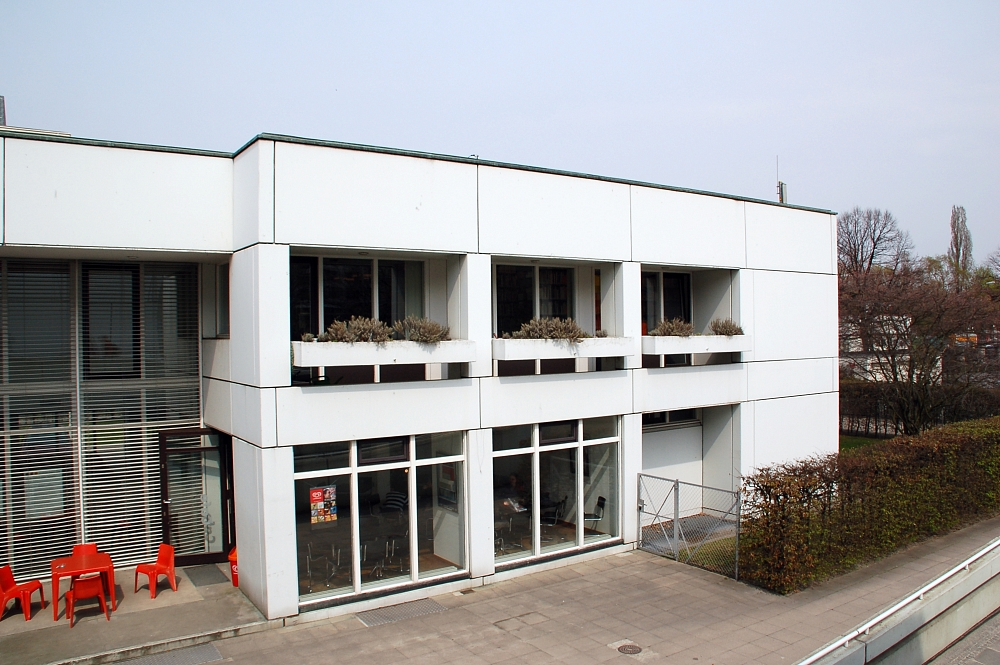
Pawilon (2006)
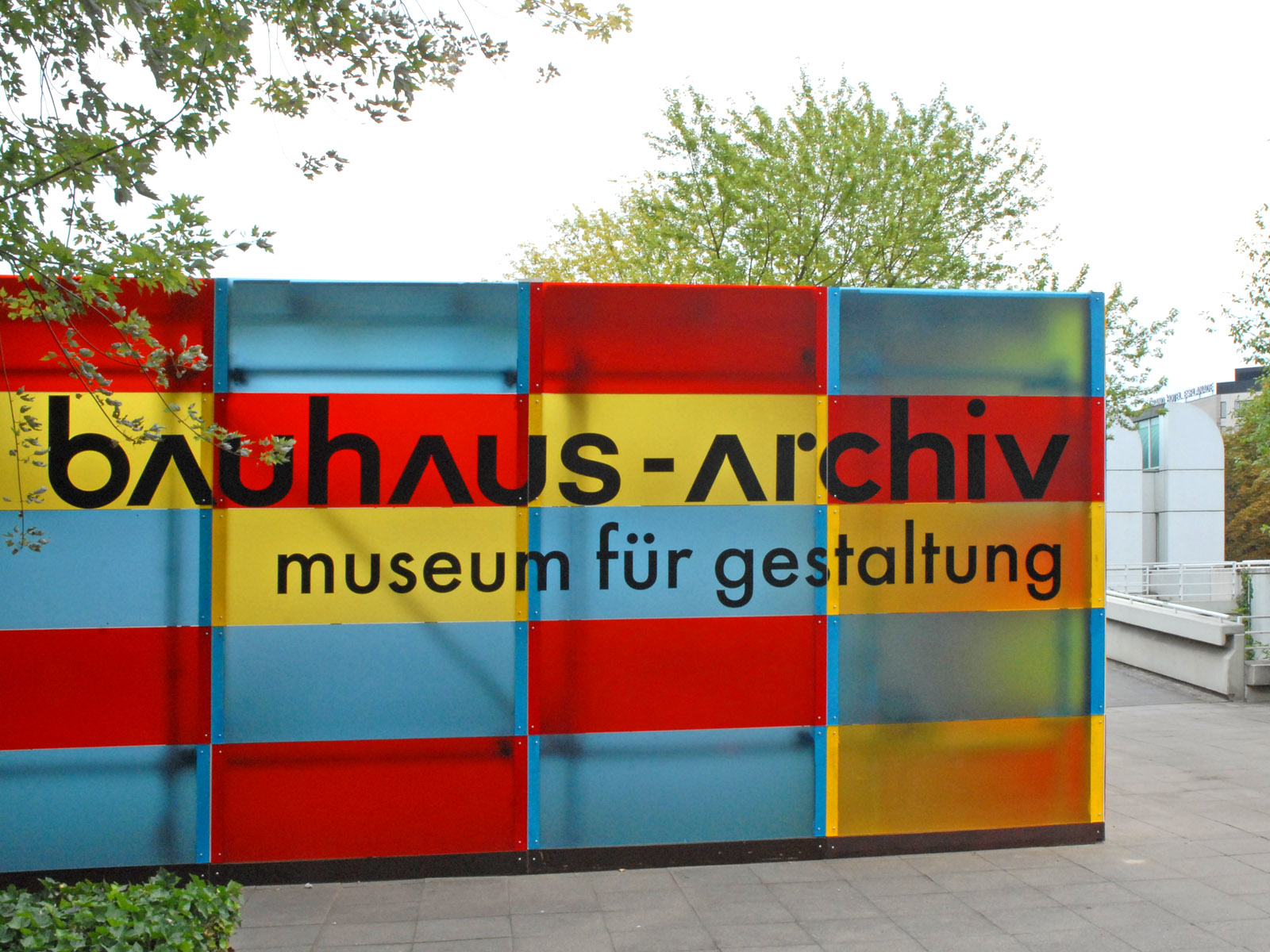
Witacz (2008)
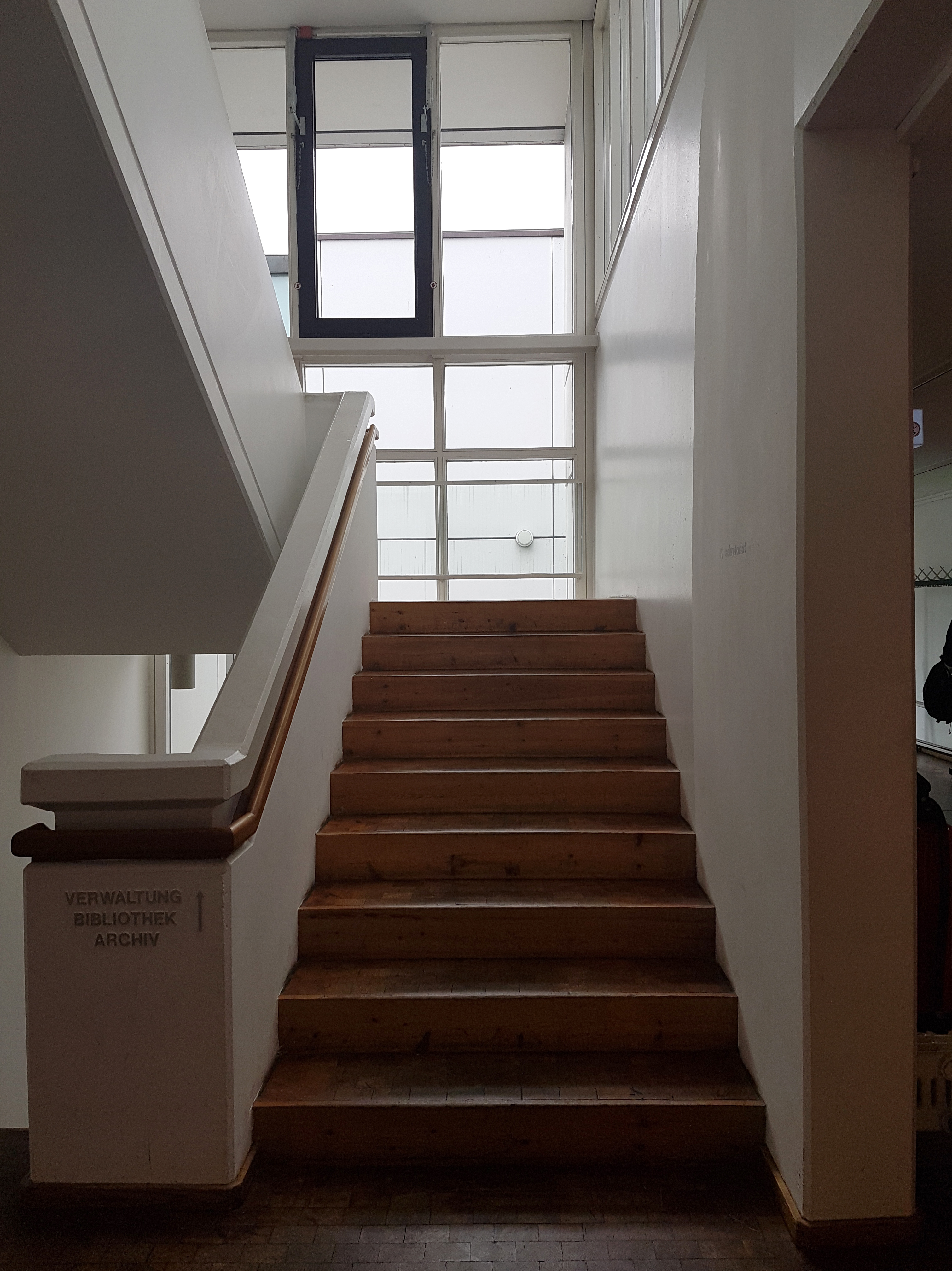
Klatka schodowa (2018)
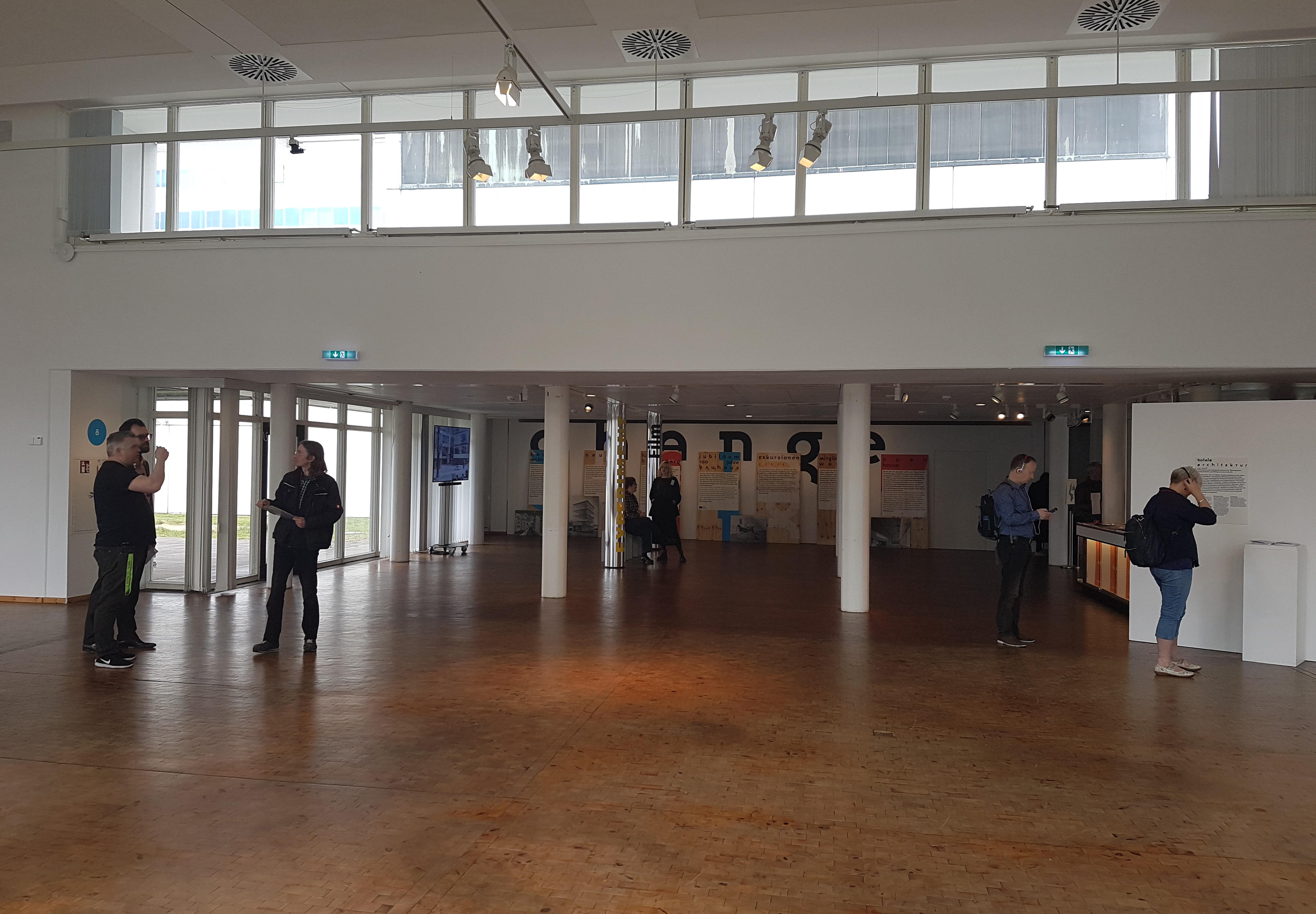
Foyer (2018)
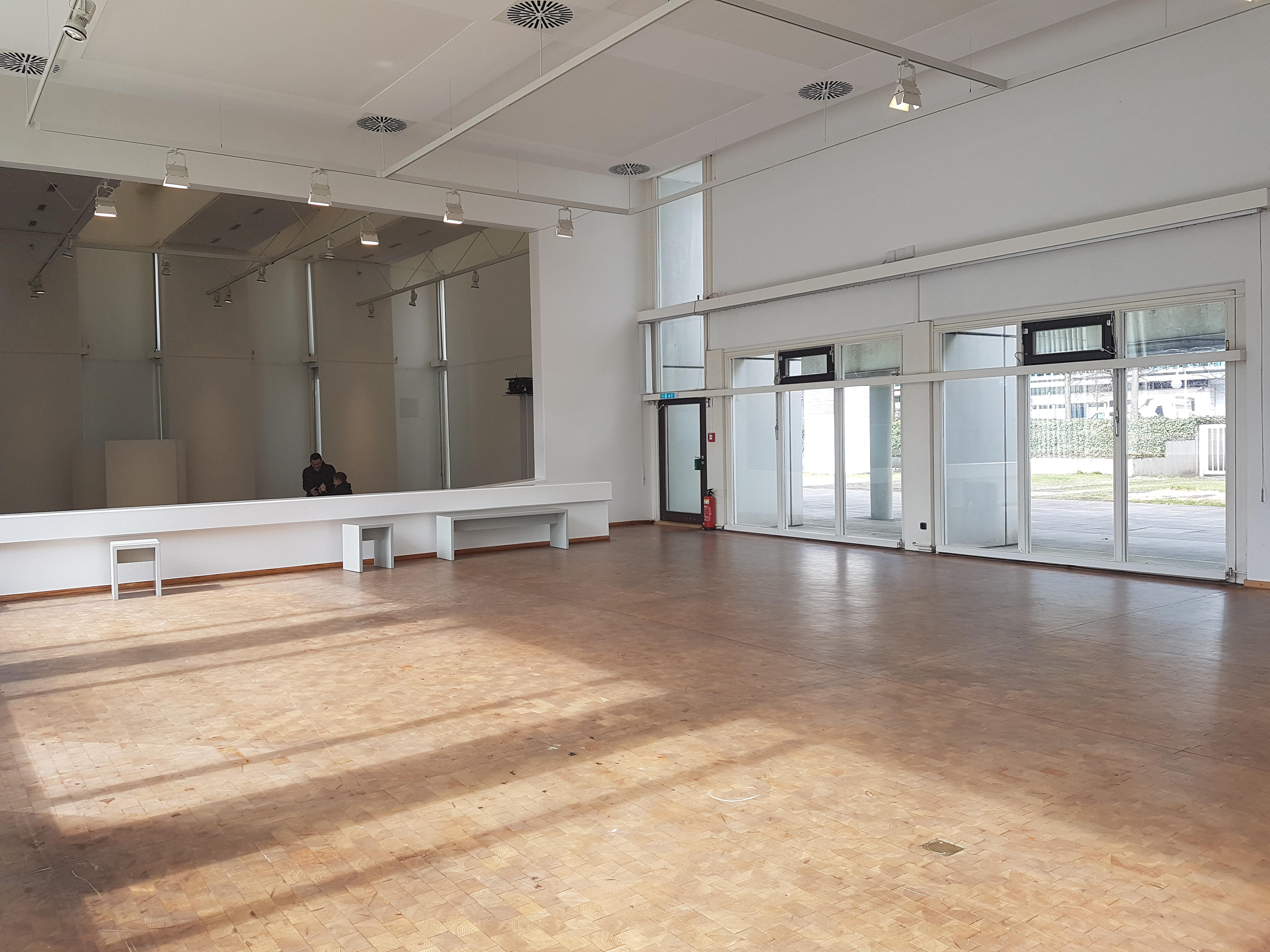
Hala (2018)